# Mozzeno
 (octobre 2023).
Il peut être nécessaire de l'améliorer pour respecter le principe de neutralité de point de vue. Veuillez consulter la page de discussion pour plus de détails.

 (octobre 2024).
Mozzeno est la première plateforme belge de financement collaboratif. Elle propose des crédits à la consommation pour les particuliers ainsi que des prêts pour les entreprises. Ces prêts sont indirectement financés par des particuliers et des entreprises via un investissement dans des Notes mozzeno. Les Notes sont des obligations émises par la plateforme.
Fondée en 2015 par Xavier Laoureux et Frédéric Dujeux, la startup a atteint les 200 millions d'euros de prêts accordés et compte 35 employés en 2024.

## Historique
Au départ, Xavier Laoureux et Frédéric Dujeux travaillaient respectivement dans le marketing et dans les systèmes de paiement. Ils se sont associés avec l'objectif de créer une solution de crédit en ligne où les emprunts seraient financés par des particuliers.
Le crédit entre particuliers étant interdit en Belgique, ils ont opté pour un système de financement indirect, dans lequel les investisseurs achètent des titres financiers dont les  prêts sont les sous-jacents.
Créée en décembre 2015, la plateforme belge a obtenu son agrément en tant que prêteur en crédit à la consommation en novembre 2016. Elle se lance alors dans le crédit collaboratif pour les particuliers en 2017, et obtient un agrément en tant qu’agent d’assurance en juillet 2018.
En octobre 2018, mozzeno s’allie à EasySyndic pour proposer des prêts de moins de 30 000 € aux copropriété qui veulent réaliser des travaux. La même année, la startup lève également 1 million d'euros auprès du fonds Tharsos et du W.I.N.G.
Fin 2018, la plateforme obtient l’autorisation de la FSMA de préfinancer ses crédits. Cela génère une croissance importante de la plateforme, qui octroie alors 100 prêts par mois et cumule 8,3 millions d’euros de crédits accordés au total depuis sa création.
En 2019, mozzeno obtient le label BeCommerce.
En été 2020, elle lève 3 millions d’euros, notamment auprès du W.I.N.G. et de Federale Assurance. Cette année-là, la startup enregistre une croissance de 60% du nombre de projets financés, pour un montant total de plus de 11 millions d'euros.
C'est également en 2020 que la startup commence à commercialiser ses outils numériques en marque blanche via mozzeno services (devenu Fintensy en 2024).
En 2021, mozzeno propose pour la première fois des crédits collaboratifs aux entreprises. La même année, elle met également en place un partenariat avec Vroom.be pour permettre aux particuliers de financer leur véhicule d'occasion.
En 2022, la plateforme se lance dans la vente à tempérament. Elle totalise en mars 2022 plus de 60 millions d'euros de prêts accordés.
En novembre 2022, la startup franchit la barre des 100 millions d'euros prêtés. Elle a ensuite passé le cap des 200 millions d'euros prêtés début 2024.

## Services

### Crédits collaboratifs
Les crédits collaboratifs de mozzeno sont des crédits destinés aux particuliers et aux entreprises.
Les prêts pour les particuliers sont des crédits à la consommation servant à financer des projets comme des travaux, des véhicules d'occasion ou des formations.
Les prêts pour les professionnels et les indépendants peuvent financer des besoins en fonds de roulement, l'acquisition d'un véhicule, des équipements et des services.
La procédure pour obtenir un prêt mozzeno se déroule 100% en ligne. La réponse à une demande de prêt est donnée rapidement grâce à l'algorithme d’évaluation du risque crédit développé par la plateforme.

### Fintensy
Fintensy (anciennement mozzeno services) est la solution en marque blanche développée par mozzeno. Elle comprend notamment une solution de "lending-as-a-service", d'open banking, de signature électronique, de vente à tempérament et de buy now, pay later.
Les solutions de Fintensy sont utilisées par plusieurs acteurs importants en Belgique, comme Record Credit (une filiale d'ING), InvestBW ou encore Accountable.